# الخلية الأولية
الخلية الأولية (أو الكائن الحي الأولي) هي تجمع كروي من الليبيدات ذاتية التنظيم المرتبة من الداخل واقتُرح أنها نقطة انطلاق نحو أصل الحياة. أحد الأسئلة الجوهرية في التطور كيف نشأت الخلايا الأولية البسيطة أول مرة وكيف يمكن أن تختلف في الإنتاج التناسلي، وبالتالي تمكين تراكم الظهورات البيولوجية الجديدة مع مرور الوقت، أي التطور البيولوجي. على الرغم من أن الخلية الأولية الوظيفية لم تتحقق بعد في بيئة مختبرية، يبدو أن الهدف المتمثل بفهم العملية أصبح في متناول اليد.

## نظره عامة
كان ظهور الأحياز مهمًا في نشوء الحياة. تشكل الأغشية أحيازًا مغلقة منفصلة عن البيئة الخارجية، وبالتالي تزود الخلية بمساحات مائية متخصصة وظيفيًا. طبقة الليبيد الثنائية المكونة من الأغشية كتيمة بالنسبة لمعظم الجزيئات المحبة للماء (الذائبة بالماء)، لذا فإن للخلايا أنظمة نقل غشائية تسمح بإدخال الجزيئات المغذية وطرد الفضلات. من الصعب جدًا بناء خلايا أولية من التجمعات الجزيئية. تتمثل إحدى الخطوات المهمة في هذا التحدي بتحقيق ديناميات الحويصلات ذات الصلة بالوظائف الخلوية، مثل المرور الغشائي والتكاثر الذاتي، باستخدام الجزيئات مزدوجة الألفة. أنتجت الكثير من التفاعلات الكيميائية للمركبات العضوية مكونات الحياة على الأرض البدائية. من بين هذه المواد، قد تكون الجزيئات مزدوجة الألفة اللاعب الأول في التطور من التجميع الجزيئي إلى الحياة الخلوية. وقد تكون إحدى خطوات الانتقال من الحويصلة نحو الخلية الأولية هي تطوير حويصلات ذاتية التكاثر مقترنة بنظام الاستقلاب.
هناك نهج آخر لمفهوم الخلية الأولية يتعلق بمصطلح «كيموتون» (اختصار لتعبير «الآلة ذاتية التشغيل الكيميائية») الذي يشير إلى نموذج تجريدي للوحدة الأساسية للحياة قدمه عالم الأحياء الرياضي المجري تيبور غانتي. ويُعتبر أقدم تجريد حسابي معروف للخلية الأولية. أدرك غانتي الفكرة الأساسية في 1952 وصاغ المفهوم في 1971 في كتابه مبادئ الحياة (كُتب في الأصل باللغة الهنغارية، ولم يُترجم إلى الإنجليزية حتى 2003). استنتج أن الكيموتون هو السلف الأصلي لجميع الكائنات الحية، أو السلف الشامل الأخير.
إن الافتراض الأساسي لنموذج الكيموتون هو أن الحياة يجب أن تمتلك ثلاث خصائص بشكل أساسي وجوهري: الاستقلاب والنسخ الذاتي والغشاء مزدوج الليبيد. تشكل وظائف الاستقلاب والنسخ معًا نظامًا فرعيًا ذاتي التحفيز وضروريًا للوظائف الأساسية للحياة، ويحيط غشاء بهذا النظام الفرعي لفصله عن البيئة المحيطة. بناء على ذلك، يمكن اعتبار أي نظام له مثل هذه الخصائص أنه على قيد الحياة، وسيخضع للاصطفاء الطبيعي ويحتوي على معلومات خلوية مكتفية ذاتيًا. يعتبر البعض هذا النموذج مساهمة كبيرة في أصل الحياة لأنه يقدم فلسفة الوحدات التطورية.

## انتقائية في تشكل الأحياز
تشكل الحويصلات المجمعة ذاتيًا مكونات أساسية للخلايا البدائية. يتطلب القانون الثاني للديناميكا الحرارية أن يتحرك الكون في اتجاه يزداد فيه الاضطراب (أو الإنتروبيا)، ومع ذلك تتميز الحياة بدرجة كبيرة من التنظيم. بناء على ذلك، هناك حاجة إلى وجود حد لفصل عمليات الحياة عن المادة غير الحية. غشاء الخلية هو البنية الخلوية الوحيدة الموجودة في كل خلايا جميع الكائنات الحية على الأرض.
يلزم وجود حاجز لامائي لإحاطة الخلية وفصلها عن محيطها في البيئة المائية التي تعمل فيها جميع الخلايا المعروفة. كي تكون كيانًا متميزًا عن البيئة، يتطلب هذا الأمر حاجزًا أمام الانتشار الحر. إن ضرورة عزل نظام فرعي بشكل ديناميكي حراري هي حالة غير قابلة للاختزال من الحياة. عادة ما يتحقق هذا العزل بواسطة الأغشية، وهي عبارة عن طبقات ثنائية مزدوجة الألفة تبلغ سماكتها نحو 10 نانومتر.
أثبت باحثون من بينهم إيرين إيه تشن وجاك وليام زوستاك أن الخصائص الكيميائية الفيزيائية البسيطة للخلايا الأولية الابتدائية يمكن أن تؤدي إلى نظائرها المفاهيمية الأبسط المتمثلة بالسلوكيات الخلوية الأساسية، بما في ذلك الأشكال البدائية للمنافسة الداروينية وتخزين الطاقة. تبسط مثل هذه التفاعلات التعاونية بين الغشاء والمحتويات المغلفة الانتقال من نسخ الجزيئات إلى الخلايا الحقيقية بشكل كبير. سيفضل التنافس على جزيئات الغشاء الأغشية المستقرة، ما يشير إلى ميزة انتقائية لتطور الأحماض الدهنية المتشابكة وحتى الليبيدات المفسفرة اليوم. سمحت هذه الكبسلة الدقيقة بالاستقلاب داخل الغشاء وتبادل الجزيئات الصغيرة ومنع مرور المواد الكبيرة عبره. تشمل المزايا الرئيسة للكبسلة زيادة انحلالية الحمولات وخلق الطاقة في شكل تدرج كيميائي. بالتالي غالبًا ما يُقال إن الطاقة تُخزن بواسطة الخلايا في هياكل جزيئات المواد مثل الكربوهيدرات (بما في ذلك السكريات) والليبيدات والبروتينات، والتي تطلق الطاقة عند دمجها كيميائيًا مع الأكسجين أثناء التنفس الخلوي.

## تدرج الطاقة
أظهرت دراسة أجراها مختبر الدفع النفاث التابع لناسا في مارس 2014 طريقة فريدة لدراسة أصول الحياة: خلايا الوقود. تشبه خلايا الوقود الخلايا البيولوجية بأن الإلكترونات تنتقل أيضًا من وإلى الجزيئات. في كلتا الحالتين، ينتج عن ذلك الأمر الكهرباء والطاقة. تذكر الدراسة أن أحد العوامل المهمة تتمثل بتوفير الأرض للطاقة الكهربائية في قاع البحر. «من الممكن أن تكون هذه الطاقة قد أطلقت الحياة وأن تكون أسهمت باستدامتها بعد ظهورها. لدينا الآن طريقة لاختبار مواد وبيئات مختلفة من الممكن أن تكون قد ساعدت الحياة على الظهور ليس فقط على الأرض، ولكن ربما على المريخ والقمر أوروبا وأماكن أخرى في النظام الشمسي».

## الحويصلات والمذيلات والقطيرات عديمة الأغشية
عندما توضع الليبيدات المفسفرة في الماء، ترتب الجزيئات تلقائيًا لتكون الذيول محمية من الماء، ما يؤدي إلى تكوين هياكل غشائية مثل الطبقات الثنائية والحويصلات والمذيلات. تشارك الحويصلات في الخلايا الحديثة في الاستقلاب والنقل والتحكم في الطفو وتخزين الإنزيمات. يمكن أن تؤدي أيضًا وظيفة غرف تفاعل كيميائي طبيعية. تشكل الحويصلة أو المذيلة التقليدية في المحلول المائي تجمعًا تتصل فيه مناطق «الرأس» المحبة للماء مع المذيبات المحيطة بها، ما يعزل المناطق أحادية الذيل الكارهة للماء في مركز المذيلة. تحدث هذه المرحلة بسبب سلوك التعبئة لليبيد أحادي الذيل في طبقة ثنائية. على الرغم من أن عملية التجميع الذاتي للخلايا الأولية التي تشكل تلقائيًا حويصلات ليبيد أحادية الطبقة ومذيلات في الطبيعة تشبه أنواع الحويصلات البدائية أو الخلايا الأولية التي ربما كانت موجودة في بداية التطور، فإنها ليست متطورة مثل الأغشية ثنائية الطبقة للكائنات الحية اليوم.
عوضًا عن أن تكون مكونة من الليبيدات المفسفرة، من الممكن أن تكون الأغشية المبكرة قد تشكلت من طبقات أحادية أو طبقات ثنائية من الأحماض الدهنية، والتي ربما تشكلت بسهولة أكبر في بيئة تولد تلقائي. صُنعت الأحماض الدهنية في المختبرات تحت مجموعة متنوعة من ظروف التولد التلقائي وعُثر عليها في النيازك، مما يشير إلى تخليقها الطبيعي في الطبيعة.
تمثل حويصلات حمض الزيت نماذج جيدة من الخلايا الأولية الغشائية التي يمكن أنها كانت موجودة في زمن التولد التلقائي.
يمكن أن تربط التفاعلات الكهربائية الساكنة الناجمة عن الببتيدات القصيرة موجبة الشحنة الكارهة للماء والتي تحتوي على سبعة أحماض أمينية في الطول أو أقل الحمض النووي الريبي بغشاء الحويصلة، وهو غشاء الخلية الأساسي.